# Francisco Jiménez Morales
Francisco de Paula Jiménez Morales (Utrera, 30 de abril de 1959) es un político español que militó en el desaparecido Partido Andalucista, alcalde de la ciudad de Utrera desde 2003 hasta junio de 2015, y desde el 17 de junio de 2023. Es doctor en Física por la Universidad de Sevilla, donde es profesor titular de dicha disciplina. Ejerció el cargo de Vicesecretario Nacional de Relaciones con la Sociedad del Partido Andalucista. Fue parte del comité provincial de este partido, así como secretario general del mismo en el municipio de Utrera. Tras la desaparición del Partido Andalucista, formó el partido Juntos x Utrera con el que concurrió a las elecciones municipales de 2019. En 2023, su partido se incorporó a las filas del Partido Popular de Andalucía, siendo candidato del mismo a la alcaldía de Utrera para las elecciones municipales del 28 de mayo de ese mismo año.

## Biografía
Está casado y es padre de dos hijos. Su padre es Francisco Jiménez, mozo de almacén, y su madre María Morales. Curro Recibió sus primeras enseñanzas en el desaparecido colegio utrerano de Santa Rosa de Lima, e ingresó en el Colegio Salesiano de Utrera a los nueve años.
En este centro cursó con beca el bachillerato. Cursó la licenciatura y el doctorado en Física en la Universidad de Sevilla, donde comenzó su carrera docente como profesor interino en la Facultad de Física tras finalizar sus estudios, pasando a ser posteriormente profesor no numerario. 
Actualmente es profesor titular en dicha facultad. En el campo de la física ha publicado un libro y cincuenta y tres artículos en revistas científicas. Es muy aficionado al ajedrez desde joven y, a la edad de dieciocho años, fundó el club municipal de ajedrez Aleph junto a José A. Ocaña y otros amigos, y del que fue presidente durante varios años.